# Haugvicové z Biskupic
Haugvicové z Biskupic (též Haugwitzové či Haužvicové) jsou šlechtický rod pocházející z Kladského hrabství, větev rodu Haugviců.

## Historie
Haugvicové z Biskupic jsou slezský, český, moravský a kladský šlechtický rod, jenž je jednou z mnoha linií velice rozvětveného šlechtického rodu „von Haugwitz“, který má dle legendy kořeny již v době karolinské.
Dějiny rodu Haugviců z Biskupic se počaly psát roku 1346 v hrabství Kladském, kde založili větev Haugviců z Biskupic (Pischkowitz). S přináležitostí Kladska k Čechám se některé rodové linie počeštily a usadily na Moravě a v Čechách.
Bratři Otto, Sweydiger a Kilián von Haugvic se usadili roku 1346 ve kladských Biskupicích (něm. Pischkowitz, polský od 1945 Piszkowice). Všichni tři bratři se od této doby přestali psát von Haugvic a nadále jsou uváděni pouze jako „Haugwitz de Biskupitz“.
Otto Haugwitz z Biskupitz – zakladatel kladské linie rodu
Jeho potomci zůstali v Biskupicích usazeni od roku 1346 až do roku 1816. Tato linie vymřela po meči Ottou hrabětem Haugvicem z Biskupic v roce 1831, po přeslici jeho sestrou Carolinou hraběnkou Haugvicovou z Biskupic v Opavici roku 1830. Rodokmen této rodiny kladských biskupických Haugviců je dostatečně znám, neboť byl v minulosti několikrát veřejně prezentován v různých publikacích.
Sweydiger a Kilián Haugvicové z Biskupic – zakladatelé moravských a českých linií rodu
Shora uvedení bratři Sweydiger a Kilián odešli roku 1376 z Kladských Piškovic na Moravu a do Čech, kde Sweydiger roku 1376 koupil Lovčičky a Milešovice. V Lovčičkách je roku 1376 uváděn také Kilián. Potomci Sweydigera a Kiliána se psali jako „Haugwiczové z Biskupicz“ a rozrodili se značně na Moravě a v Čechách. Mezi prvními z biskupických Haugviců, kteří na Moravě zemřeli, byl Jan (Hanuš) Haugvic z Biskupic († 1370) a Jindřich Haugvic z Biskupic († 1376), který je již uváděn mezi moravskou šlechtou. Obecně lze říci, že od 14. do 17. století se všichni potomci této linie psali „z Biskupicz“, pak teprve následovalo určení, na kterém majetku se vyskytují.
Mikuláš Haugvic z Biskupic je roku 1414 uváděn jako purkrabí na Veselé[ujasnit] (severní Morava), doslovně v listinném znění „Niklas dominus Hugwicz, burgravius in Wessele“.[ve zdroji nenalezeno]
Prvním Haugvicem z Biskupic v Čechách byl Jan (Hanuš), který byl bratrancem Purkarta ze Šanova, od kterého druhou část Šanova koupil roku 1430. Jan (Hanuš) byl naživu ještě roku 1454.
Roku 1436 se do Prahy dostala první linie biskupických Haugviců. Tehdy Hanuš Haugvic z Biskupic řečený Bojstul nabyl do vlastnictví v Praze na Starém Městě zadní mlýn, který dostal k dědictví od Sigmunda z Vartenberka. Dalších zpráv o této linii se dochovalo jen velmi málo. Důkazem její existence je klášter sv. Jakuba v Praze (poblíž Staroměstského náměstí). Zde se připomínají na kamenných hrobech tři členové rodu Haugviců z Biskupic (Hanuš Haugwicz 1474, Sybila Haugwiczovna z Biskupicz 1528, Hedvika Haugwiczovna z Biskupicz 1552). Roku 1689 byly na popud francouzského krále záškodníky založeny ve velkých městech Čech požáry. Klášter sv. Jakuba v Praze vyhořel a v něm uložené rodové dokumenty pražské linie biskupických Haugviců shořely. O potomcích této linie není dnes nic známo.
Po roce 1460 se příslušníci mladé generace Haugviců z Biskupic (prapravnuci Sweydigera a Kiliána) prosadili do předních velitelských postů v armádě českého krále Matyáše Korvína. Pozice nejvyššího kapitána (dnes srovnatelné s pozicí armádního generála) dosáhl Jan (Hanuš) Haugvic z Biskupic († 1524), nižších velitelských postů dosáhl jeho bratr Jindřich (Hynek), dále bratr Petr, jenž byl velitelem černé roty a vzdálený bratranec Mikuláš, který byl hejtmanem černého pluku.
Jan (Hanuš) si roku 1494 koupil hrad Bouzov. Dne 7. prosince 1478 obdržel v Olomouci za věrné služby od krále Matyáše Korvína povýšení do českého panského stavu pro sebe a své potomky. Dne 11. ledna 1502 byl Vladislavem Jagellonským znovu potvrzen dědičně mezi vysokou šlechtu do stavu „panského“. Roku 1505 pojal za manželku Kateřinu z Lomnice. Jím počíná souvislá posloupnost moravské linie rodu biskupických Haugviců, která vždy jen panského stavu užívala.
Jindřich (Hynek) byl manem Jindřicha z Lipé a vlastnil od roku 1510 hrad Ronovec u Havlíčkova Brodu. Jím počíná posloupnost české linie rodu biskupických Haugviců, která působila převážně ve východních Čechách a na Vysočině.
Petr vlastnil Uherský Ostroh v letech 1465–1480. Za věrné služby daroval král Matyáš Korvín Petru Haugvicovi z Biskupic před svou smrtí roku 1490 Hlubčické knížectví, které Petr roku 1503 vyměnil s kancléřem Janem Šelenberkem za obec Kněžno (Ksiežno) u Svidnice s hradem Książ  v dolním Slezsku. Petr zemřel 1508 a jeho potomek prodal Kněžno s hradem (roku 1509) Konrádovi I. von Hochberg. O případných potomcích Petrovy linie nejsou žádné další zprávy.
Shora uvedení bratři Jan (Hanuš), Jindřich (Hynek) a Petr měli ještě bratra Kašpara, jenž zemřel roku 1489 zanechávaje manželku a jednu dceru a sestru Maruši.
Moravská linie rodu Haugviců z Biskupic
Dějiny moravské linie pánů Haugviců z Biskupic se počaly psát roku 1494, kdy Jan (Hanuš) Haugvic z Biskupic zakoupil hrad Bouzov. Dne 7. prosince 1478 obdržel v Olomouci Jan za věrné služby od krále Matyáše Korvína povýšení do českého panského stavu pro sebe a své potomky. Roku 1502 potvrdil toto povýšení opětovně král Vladislav Jagelonský.
Jeho potomci působili následně např. na Litomyšli, Holešově, Chropyni, Rymnici, Čelákovicích, Miloticích, Linhartovech, Kralicích, Rokytnici, Tovačově, Ořechově, Brandýse nad Labem, v Podhořicích, ve Slaném a v Praze. Jeho vnuk také Hanuš obdržel 8. prosince 1555 moravský dědičný panský stav a stal se moravským zemským hejtmanem. Rodina dosáhla dne 13. května 1642 hraběcího stavu skrze císařského plukovníka Alexandra Jošta Haugvice barona z Biskupic, který se přesunul z Moravy na tvrz do Čelákovic na panství Brandýské. Rodinu postihl majetkový a společenský úpadek roku 1665 po prodeji panství a zámku Rokytnice.
Česká linie rodu Haugviců z Biskupic
Dějiny české linie rodu Haugviců z Biskupic se počaly psát roku 1503, kdy se Jindřich (Hynek) Haugvic z Biskupic usadil na hradě Ronovec u Havlíčkova Brodu na Vysočině. Roku 1510 hrad a několik vesnic odkoupil od Jindřicha z Lipé.
Jeho potomci působili následně např. na Kopidlně, na Rozsochatci, v Dolní Krupé, na Čachotíně, v Malobratřicích, ve Vrátně, Kutné hoře, Kolíně, Bydžově, Chroustovicích, Březovicích, Zájezdci, Brandýse nad Labem, Mariánských Lázních, ve Vídni, na Libici, Štěpánově, Suchdole u Sedlčan a v Podhořanech.

## Erb
Na červeném podkladu se nachází černá beraní hlava se zlatými rohy. Tento znak je společný pro všechny větve.
K beraní hlavě se váže příběh, ve kterém předek rodu v rámci hájení královského hradu dal ve chvíli, kdy obležené baště docházely zásoby, zabít posledního berana, jehož krví pomazal staré volské kůže a nechal je pověsit na hradbách, z čehož nepřítel usoudil, že obléhaní mají potravin dostatek a další boj by byl zbytečný a s nepořízenou odtáhl. Příslušník rodu jako odměnu za dobrou taktiku získal právo nosit ve znaku právě beraní hlavu.[ve zdroji nenalezeno]

## Galerie

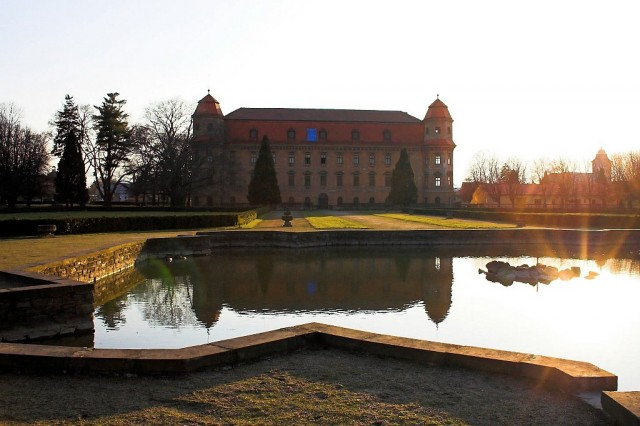
Zámek Holešov
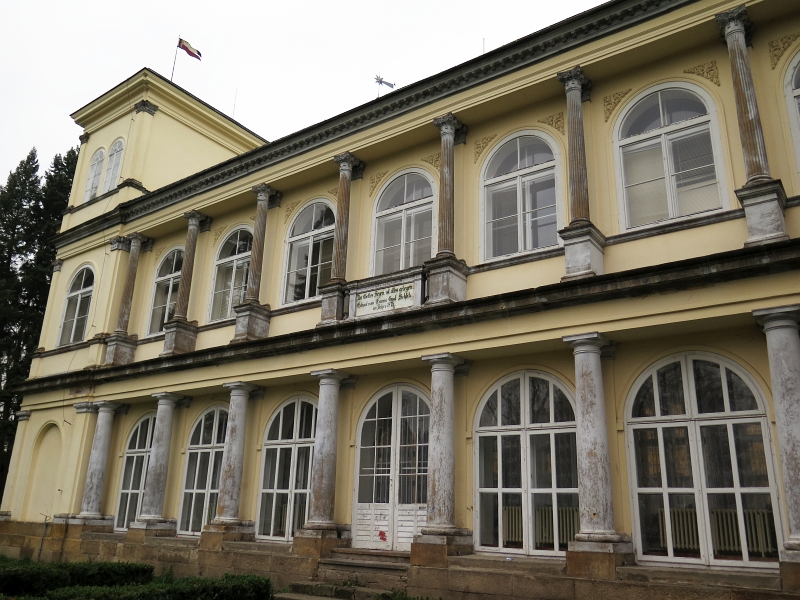
Zámek Kopidlno
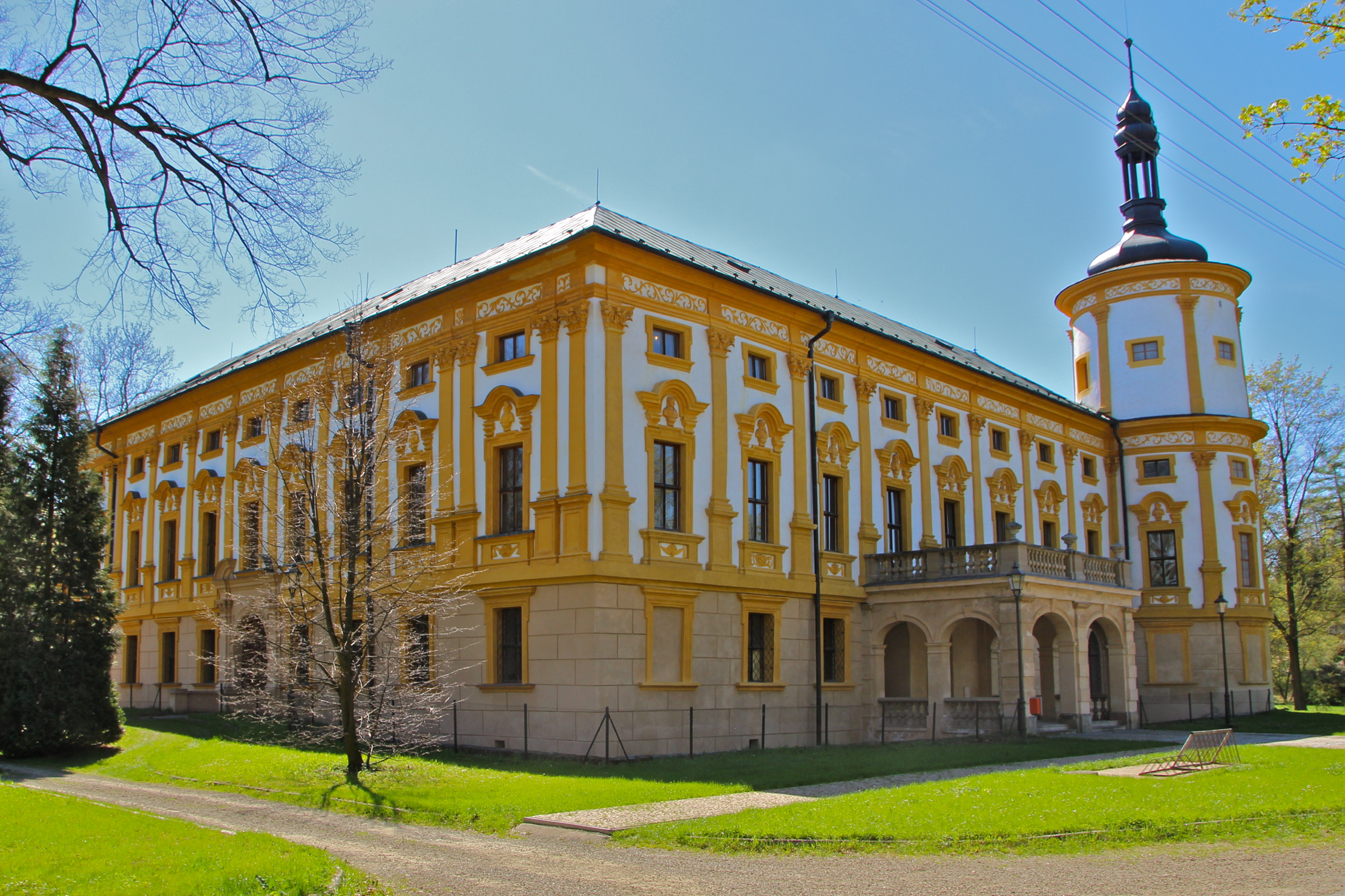
Zámek Linhartovy
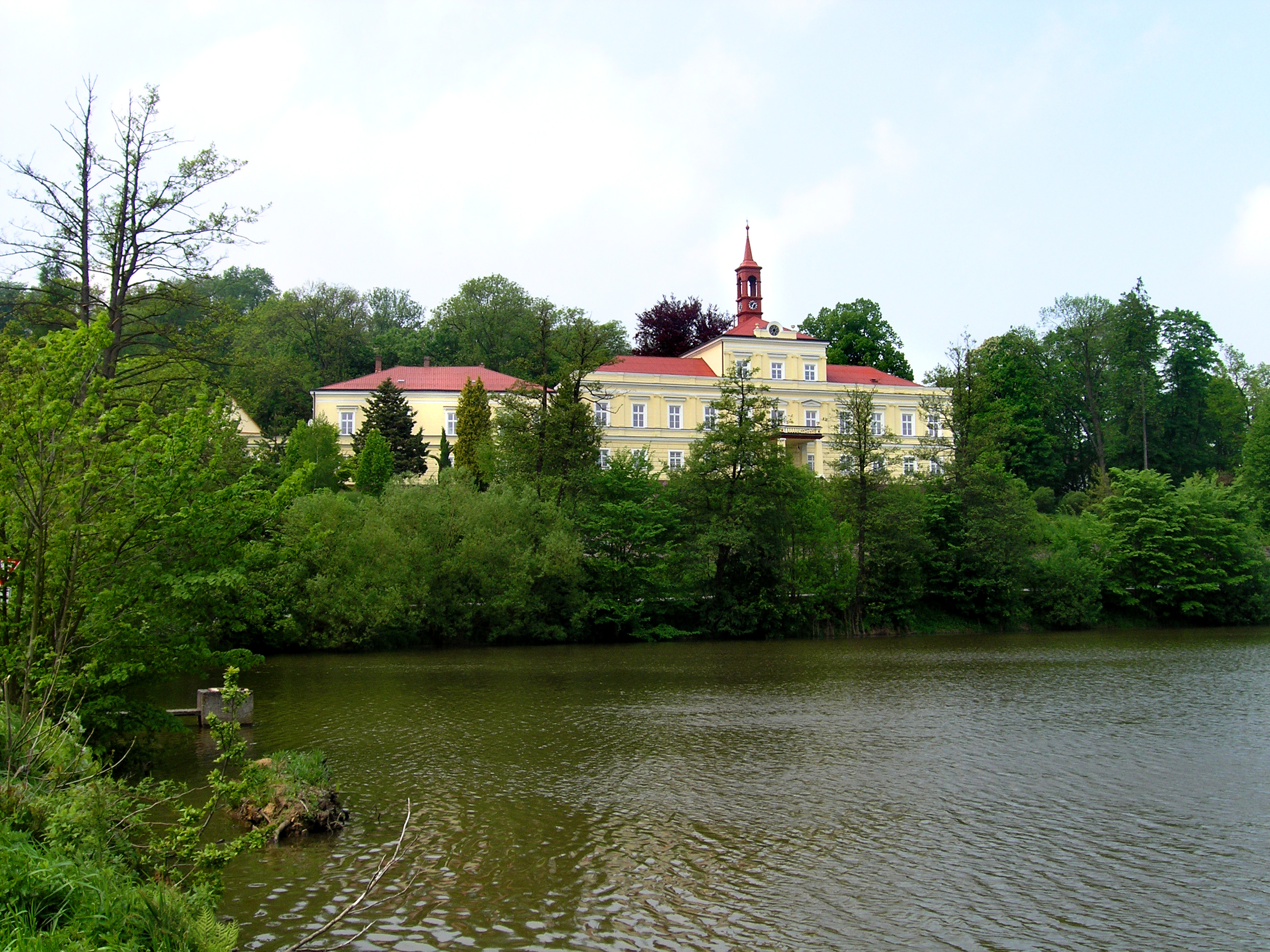
Zámek Rozsochatec
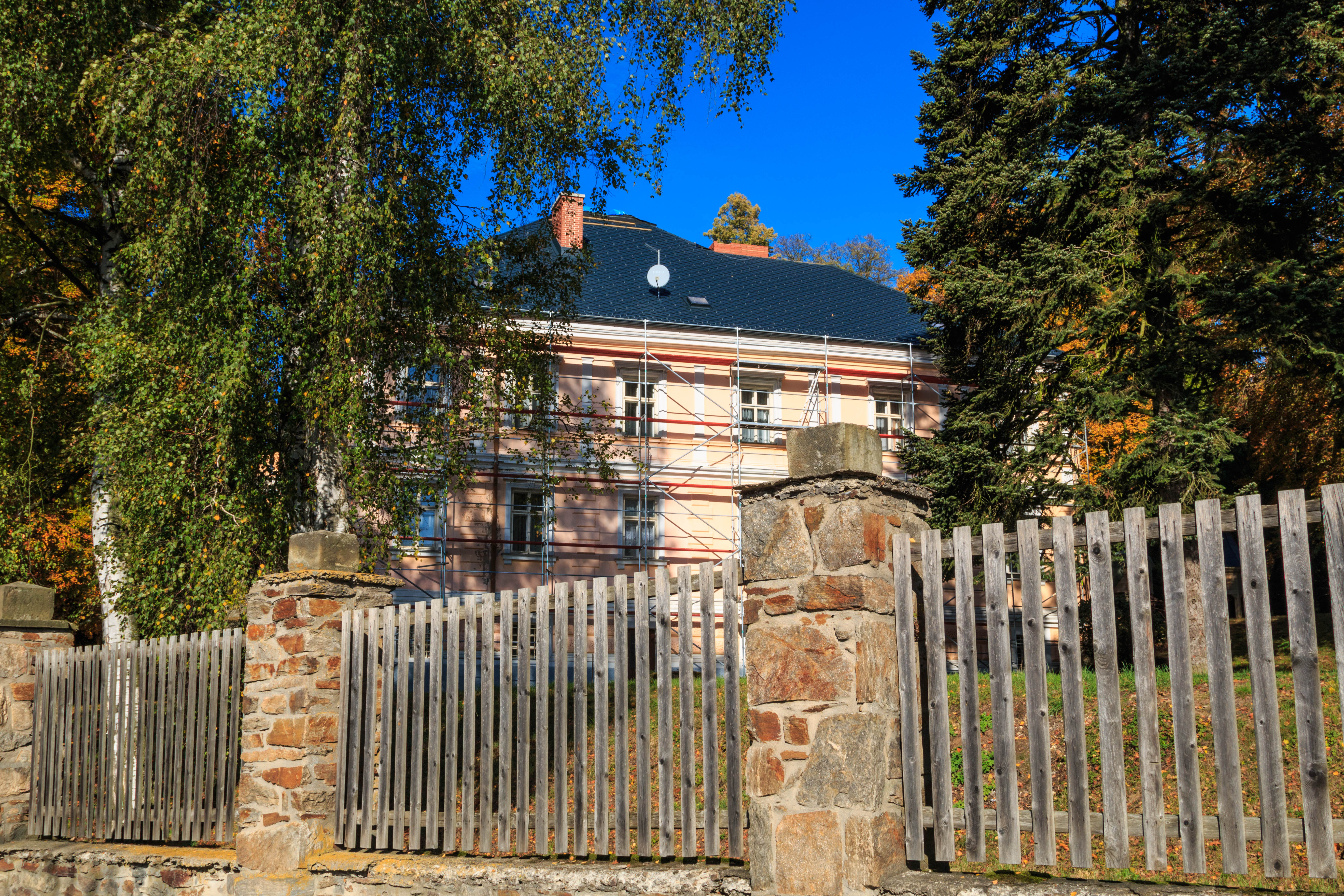
Zámek Štěpánov
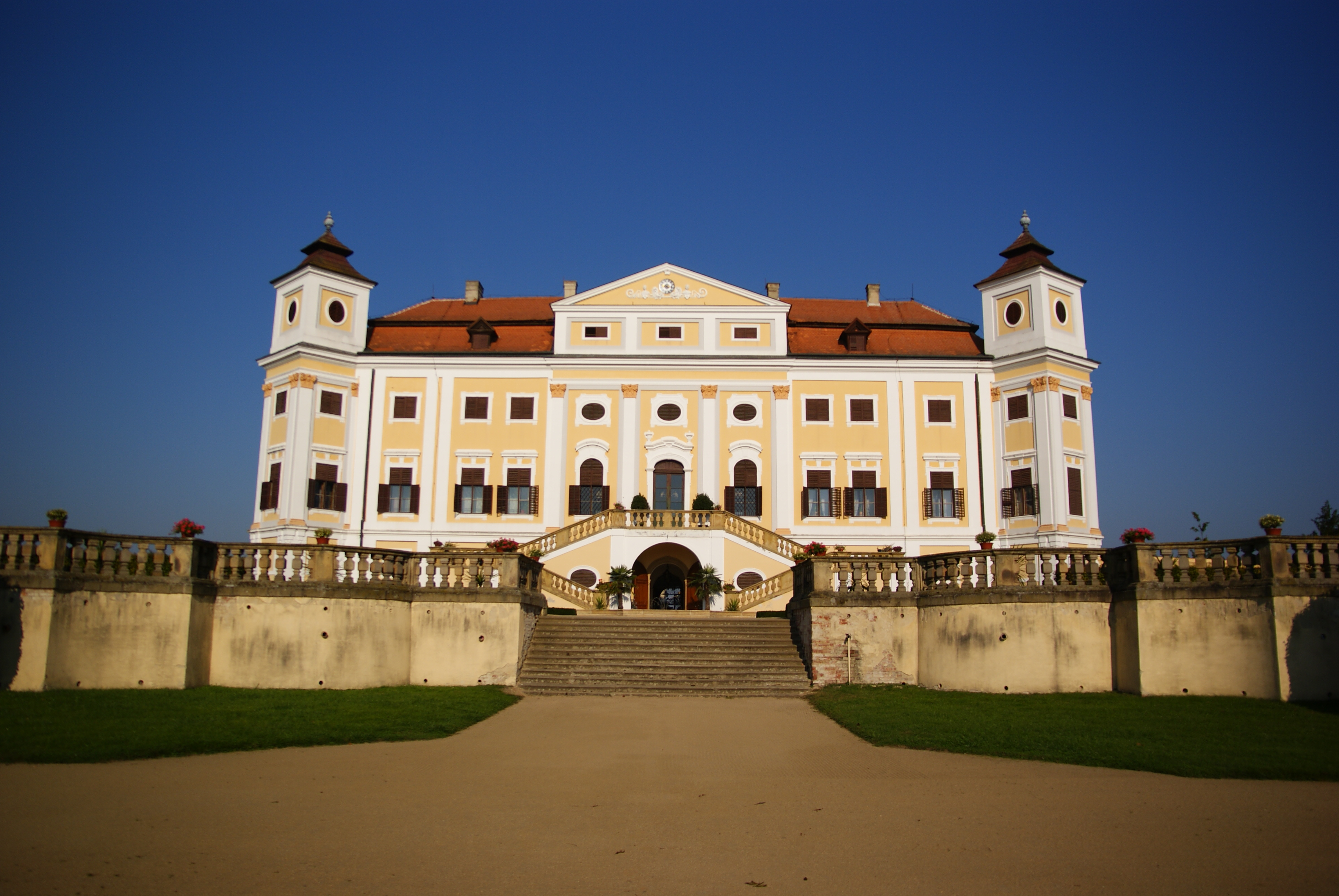
Zámek Milotice
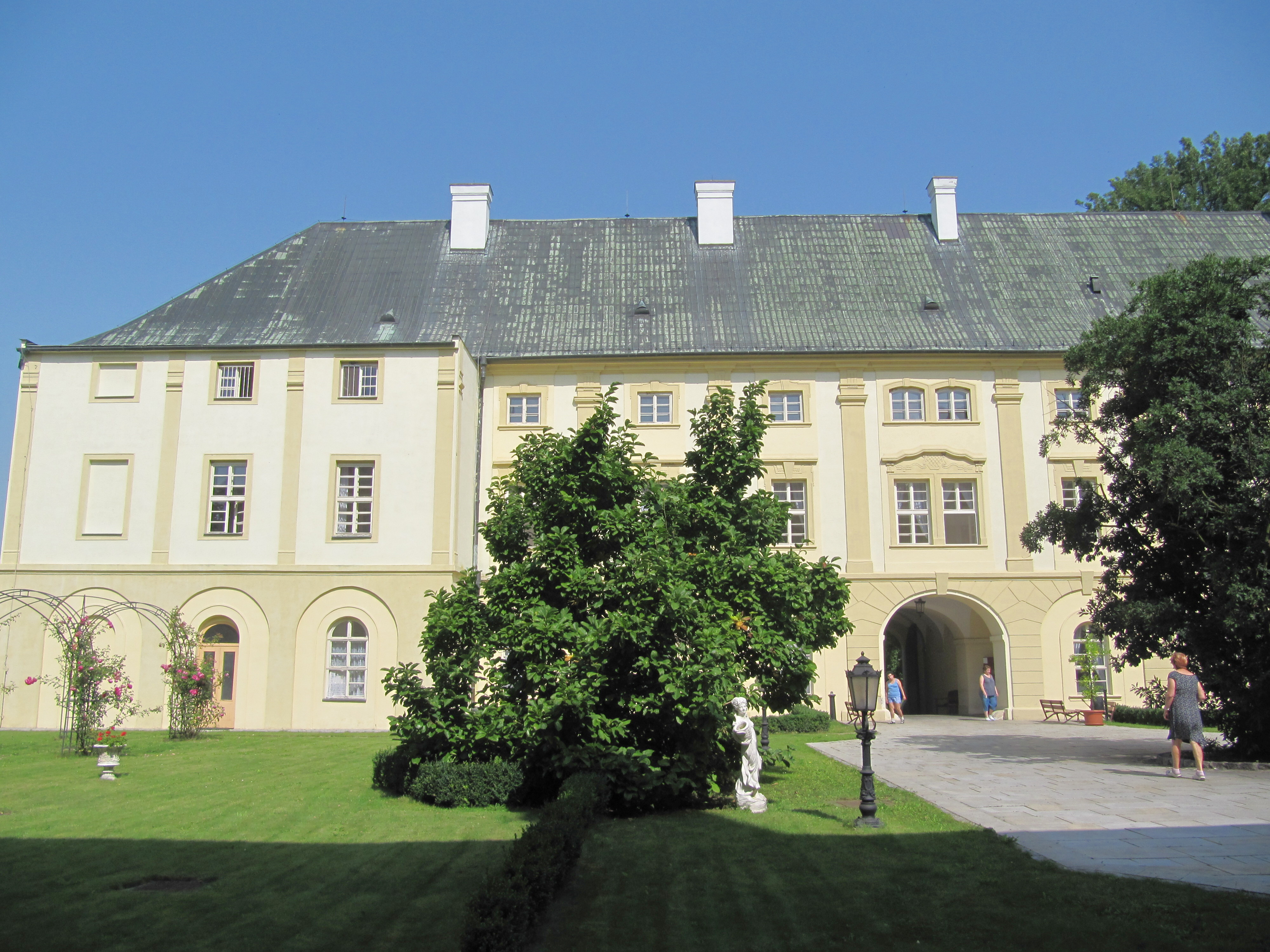
Zámek Rokytnice
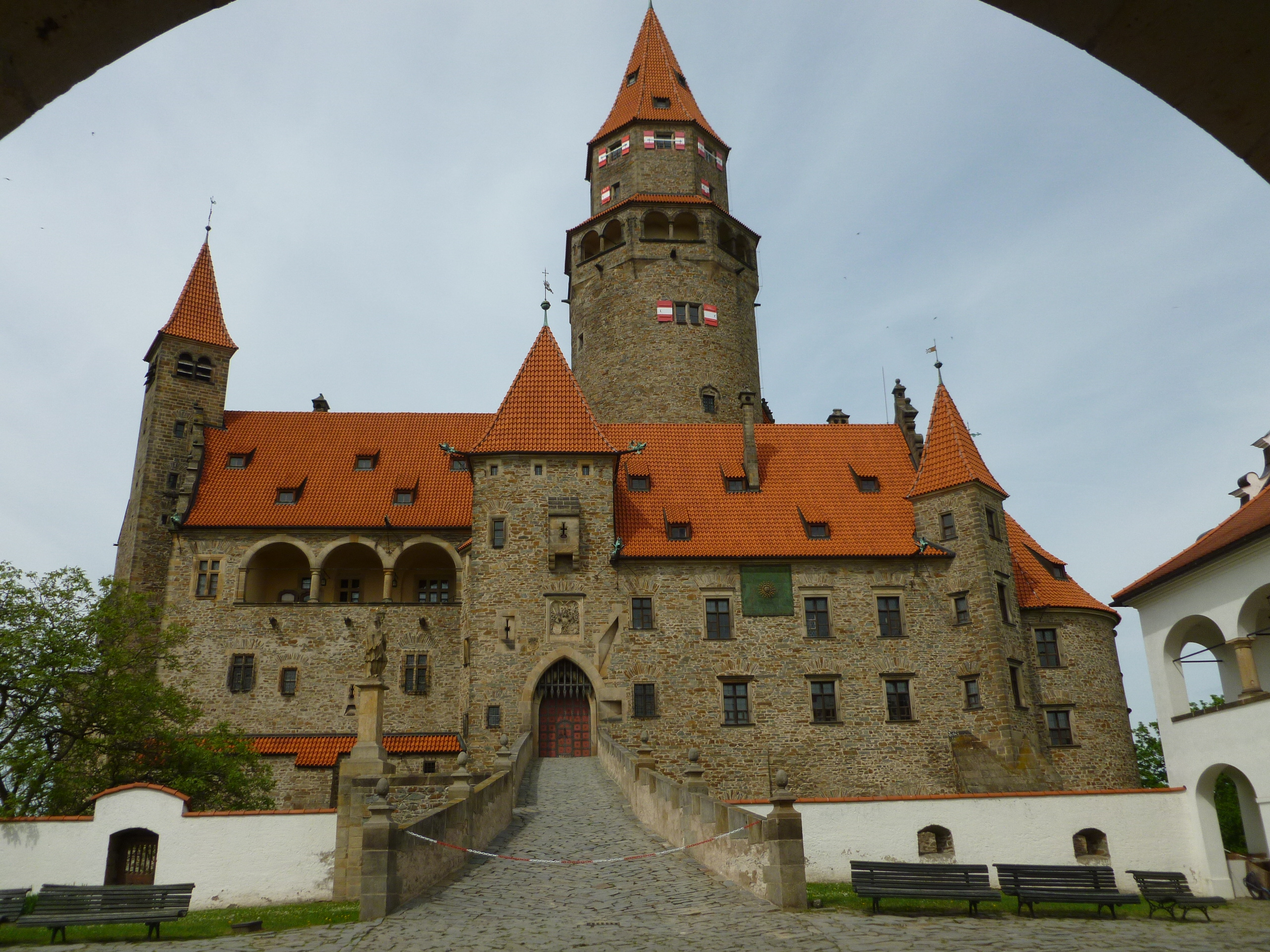
Hrad Bouzov
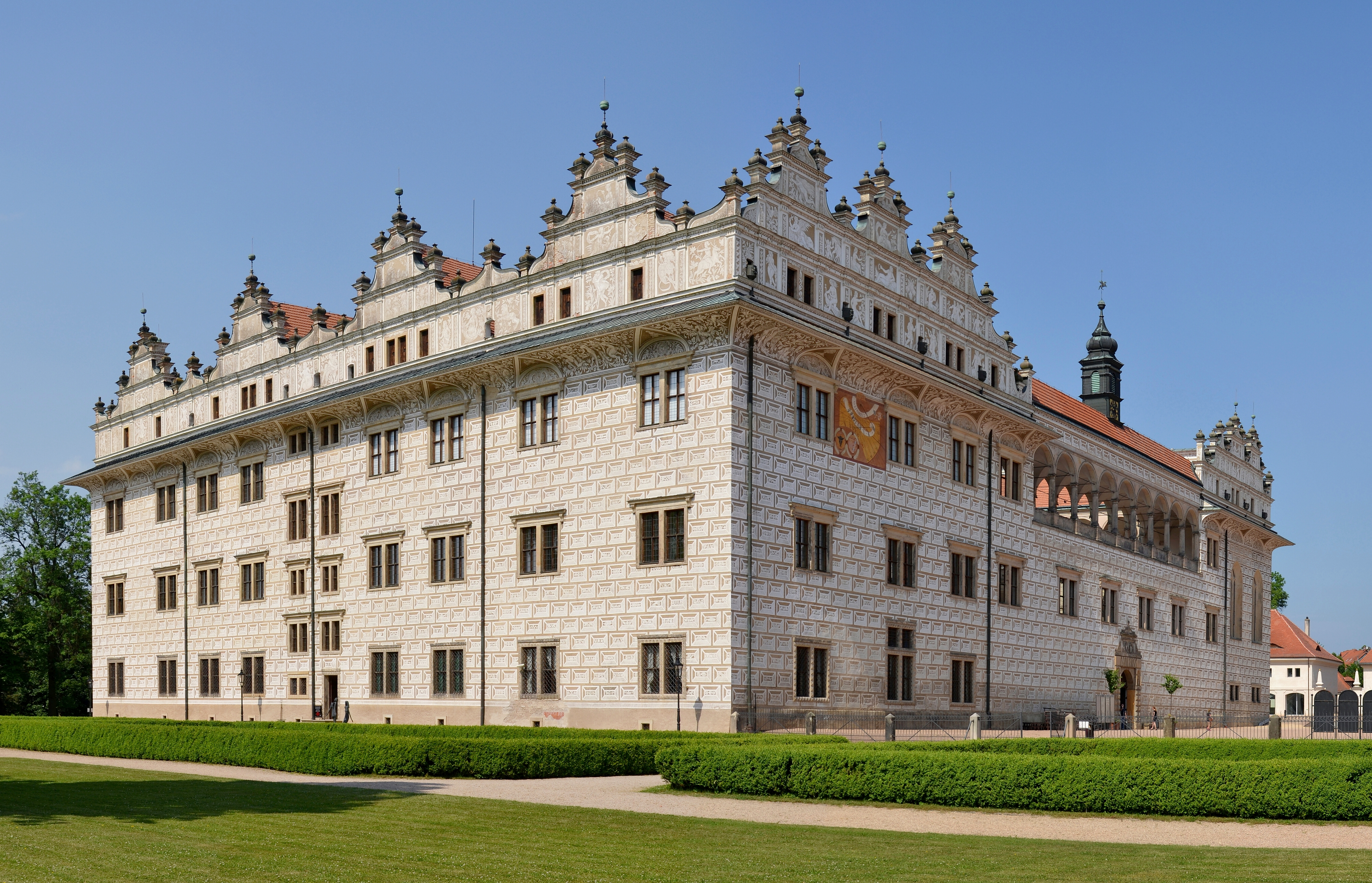
Zámek Litomyšl